# Valsartan
Valsartan (Angiotan, Diovan) je antagonist angiotenzin II receptora sa posebno jakim afinitetom za tip I (AT1) angiotenzinskog receptora. Blokiranjem dejstva angiotenzina, valsartan proširuje krvne sudove i redukuje krvni pritisak. U SAD, valsartan je indiciran za tretman visokog krvnog pritiska, zatajenja srca (CHF), ili post-miokardijalne infarkcije (MI). Valsartan je više od 12 miliona puta propisan 2005. godine u Sjedinjenim Državama, a globalna prodaja je bila oko $6,1 milijarde 2010. Patenti za valsartan i valsartan/hidrohlorotiazid su istekli septembra 2012.

## Spoljašnje veze
- [http://www.diovan.com/
- [http://druginfo.nlm.nih.gov/drugportal/dpdirect.jsp?name=Valsartan
- [http://www.pharma.us.novartis.com/product/pi/pdf/diovan.pdf
- [http://www.pharma.us.novartis.com/product/pi/pdf/diovan_hct.pdf

|  | Molimo Vas, obratite pažnju na važno upozorenje u vezi sa temama iz oblasti medicine (zdravlja). |